# Saint-Blaise (Alpes-Maritimes)
Saint-Blaise település Franciaországban, Alpes-Maritimes megyében. Lakosainak száma 1391 fő (2022. január 1.). Saint-Blaise Carros, Castagniers, Levens, La Roquette-sur-Var, Saint-Martin-du-Var és Tourrette-Levens községekkel határos.

## Népesség
A település népessége az elmúlt években az alábbi módon változott:
| Lakosok száma | 190  | 339  | 640  | 925  | 996  | 1013 | 1019 | 1240 | 1350 | 1391 |
|               | 1968 | 1982 | 1990 | 2006 | 2013 | 2015 | 2017 | 2019 | 2020 | 2022 |